# Jhansi (ciutat)
Jhansi (urdú: جھانسی, hindi: झांसी, marathi:झाशी) és una ciutat i municipalitat de l'Índia, a l'estat d'Uttar Pradesh, capital de la divisió de Jhansi i del districte de Jhansi. Segons el cens del 2001 la població era de 504.292 habitants (el 1872 eren uns 30.000; el 1881 uns 33.000, el 1891 uns 53.779 i el 1901 uns 55.724.
El nom derivaria del fet que el fundador Raja Bir Singh Deo d'Orchha va preguntar al seu amic el raja de Jaitpur quin fort li agradava més, el nou que havia construït el 1613 que encara no tenia nom i estava al costat de Balwantnagar, o el que havia construït a Bangara; la contesta fou "jhainsi" (el mateix, els dos igual), nom que li fou donat i es va deformar a Jhansi.

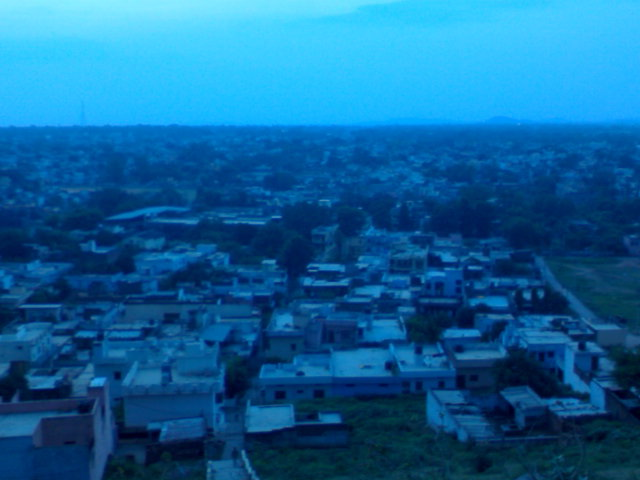
Jhansi des del turó

## Llocs d'interès
- Fort de Jhansi
- Rani Mahal (palau de la Reina)
- Museu del govern d'Uttar Pradesh
- Temple Maha Lakshmi
- Temple Panchkuian
- Temple Siddheshwar
- Ganesh Mandir
- Temple budista
- Catedral de Sant Antoni
- "Shaurya Stambha", monument als patriotes indis
- Sadar Bazar, mercat
- Manik Chowk, mercat de sabates
- Sarafa Bazar, mercat de joies

### Rodalies
- Sukma-Dukma Dam, presa al riu Betwa a uns 45 km prop de Babina
- Mata Tila Dam, presa a uns 55 km al sud al riu Betwa, amb jardins botànics
- Deogarh a 123 km, prop de Lalitpur, restes guptes, temple de Vixnu i temples jainistes
- Orchha: a 18 km, temple i palaus
- Khajuraho: a 178 km, temples Patrimoni de la Humanitat
- Datia a 28 km temple i palau
- Shivpuri a 101 km capital d'estiu dels Scindia de Gwalior; chhatri (cenotafis) de marbre; llac amb cocodrils
- Unnao a 18 km, temple i riu Pahuj
- Parichha Dam a 20 km, presa al riu Betwa

### Hotels
- Hotel Pujan
- Hotel Holiday
- Hotel Chanda
- Hotel Sita

### Cines
- Bhusan
- Damru
- Elite
- Khilona
- Krishna
- Laxmi
- Nandini
- Natraj
- Shyam Palace

### Parcs i Jardins
- Rani Laxmi Park
- Narayan Bagh
- Kargil Shaheed Park
- Nehru Park
- Panchtantra Park
- Indra Park
- Public Park

## Personatges
El personatge més rellevant relacionat amb Jhansi és la rani Lakshmibai la gran heroïna de la revolta del 1857, vídua als 26 anys i morta en la lluita de Gwalior als 29 anys (juny de 1858).

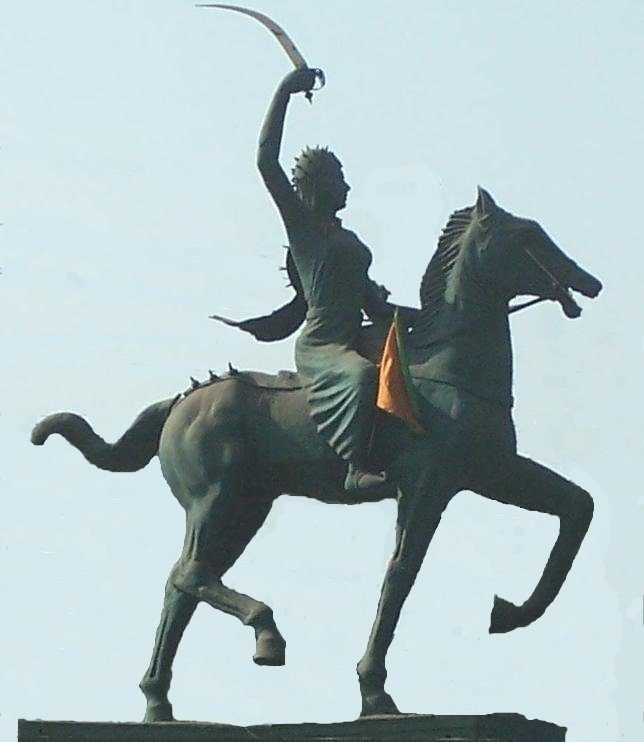
Rani Lakshmibai a Agra

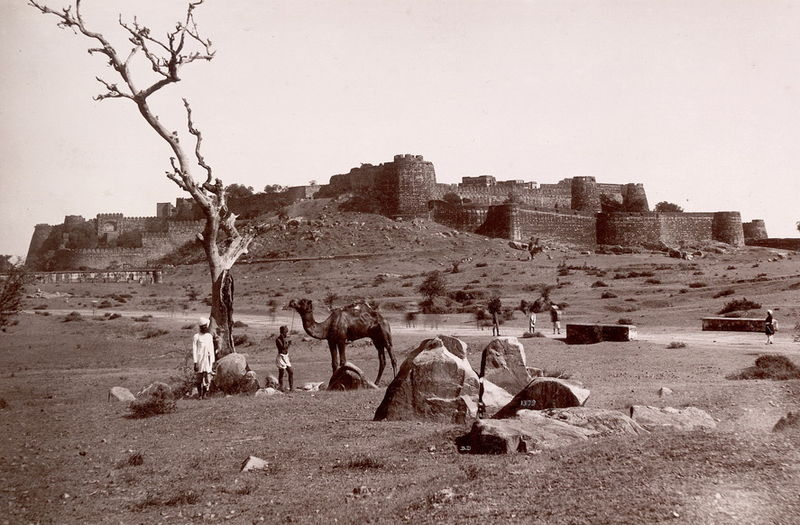
Fortalesa Jhansi, 1882

## Història
Fou fundada per Raja Bir Singh Deo d'Orchha el 1613. Va restar en mans dels bundeles fins al 1742 quan fou ocupada pels marathes que ja havien adquirit territoris a la zona després del testament de Chhatarsal que cedia al peshwa dos terços dels seus dominis (1734). La ciutat fou seu del governador maratha i va créixer per trasllat forçat de població d'altres llocs. Per un temps breu va ser dominada per Shuja al-Daula, nawab d'Oudh, que la va perdre davant Anup Giri Gosain de Moth, del que va retornar al raja d'Orchha, fins que el 1766 va retornar a poder dels marathes. El peshwa va cedir el territori als britànics el 1817 i el governador maratha fou reconegut com a raja de Jhansi. Mort el raja el 1853 l'estat de Jhansi va passar als britànics per la doctrina del lapse (manca d'hereus directes) i va esdevenir capital d'un districte residència d'un superintendent subordinat al comissionat dels territoris de Saugor i del Narbada (Nerbudda).
El 1861 la ciutat i un territori annex fou cedida als Sindhia de Gwalior i la capital del districte es va traslladar a Jhansi Naoabad (Jhansi de Nova Fundació), que era un petit poblet amb estació civil i "cantonment" (camp militar). Jhansi (la vella ciutat) va esdevenir capital d'una subah (província) del principat de Gwalior, però el 1886 fou retornada als britànics a canvi de la fortalesa de Gwalior i el "cantonment" de Morar. La municipalitat es va formar aquest mateix any.